# Ardisia affinis
Ardisia affinis är en viveväxtart som beskrevs av William Botting Hemsley. Ardisia affinis ingår i släktet Ardisia och familjen viveväxter. Inga underarter finns listade i Catalogue of Life.